# あかつき (巡視船)
あかつき（Akatuki）は、海上保安庁のヘリコプター1機搭載型巡視船（PLH）。れいめい型巡視船の2番船であり、PLH-34の番号を付されている。船名は時間帯を表す名称で、夜明けや新しい時代の始まりを意味する「暁」に由来する。

## 概要
通常時(固定配備)に搭載されているヘリコプターは1機だが、格納庫は2機搭載可能であり、必要に応じて2機搭載し運用することも可能となっている。2021年に第十管区海上保安本部に配備された。2022年4月に船内にて火災が発生し、火元責任者だった海上保安官2名が業務上失火の疑いで書類送検されている。